# Aurelius von Riditio
Aurelius von Riditio (* um 400; † 9. November um 475 in Mailand), auch Aurelius von Mailand genannt, war Bischof in Armenien. Über sein Leben gibt es, abgesehen vom Todestag, praktisch keine gesicherten Fakten. Auch Riditio selbst ist nicht lokalisiert worden.
Aurelius gilt als Schutzpatron vor Kopfkrankheiten.

## Leben
Auch wenn es über Aurelius von Riditio keine gesicherten Fakten gibt, lassen sich zumindest Spuren seines Wirkens in epigraphischen und literarischen Quellen finden. Ältester Beleg ist eine kopial überlieferte Gedenkinschrift aus Mailand, die ein Doppelgrab ausweist, in dem Aurelius gemeinsam mit dem Mailänder Bischof Dionysius gelegen haben soll. Anhand des genannten Konsulatsjahres wurde das Todesjahr 475 ermittelt. Dies führt allerdings zu einem chronologischen Problem, da der Bischof Dionysius im 4. Jahrhundert wirkte und, wenn man das Todesjahr ernst nimmt, kein Zeitgenosse des Aurelius gewesen sein kann.
Genau diese Verknüpfung zwischen den Lebenswegen der beiden Bischöfe ist es auch, die in den beiden Aurelius-Viten aufgegriffen wurde. Die ältere Vita entstand im 9. Jahrhundert im Kloster Reichenau, das zu dieser Zeit eine Art Meisterwerkstatt für Heiligenviten war. Sie schildert ausführlich die kirchengeschichtlichen Auseinandersetzungen im 4. Jahrhundert, die auf dem Konzil von Mailand (355) zur Exilierung zahlreicher Bischöfe führten, unter ihnen Dionysius von Mailand, die sich weigerten, ein Bekenntnis zum Arianismus zu unterschreiben. Im Exil  habe Dionysius auf Aurelius getroffen, sie hätten sich angefreundet und sogar das in der Inschrift bezeugte Doppelgrab geplant. Bevor die politische Lage eine Rückkehr erlaubte, sei  Dionysius verstorben. Aurelius habe sein Versprechen gehalten, den Körper des Dionysius nach Mailand zurückgeführt, sei selbst binnen Jahresfrist verstorben und dort ehrenvoll bestattet worden. Im Anschluss an diese Schilderung folgt der Translationsbericht der Aurelius-Reliquien im 9. Jahrhundert. Die jüngere Aurelius-Vita, aus der Feder des Williram von Ebersberg, bedient sich genau derselben Elemente, wodurch davon auszugehen ist, dass der Legendenstoff um Aurelius spätestens bis zum 11. Jahrhundert in Hirsau etabliert war. An den Bezügen zur Mailänder Inschrift ist abzuleiten, dass die Viten unter dem Einfluss dieser Tradition entstanden sein dürften.
Insgesamt blieb der Kult um Aurelius stets auf Mailand, Hirsau und den Bodenseeraum beschränkt. Außerhalb dieses Raumes wurde die Rückführung des Körpers von Dionysius dem hl. Basilius zugeschrieben. Dieser Zusammenhang ist obendrein historisch plausibler, denn Basilius von Caesarea war ein Zeitgenosse des 4. Jahrhunderts. In den Martyrologien des Florus von Lyon oder des Ado von Vienne findet sich der hl. Basilius in eben dieser Rolle. Beachtlich bleibt aber, dass im Bodenseeraum, d. h. in den Klöstern St. Gallen und Reichenau bereits im 9. Jahrhundert ein Aurelius-Kult etabliert wurde. Sein Festtag war dort in den frühesten Martyrologien bereits eingetragen.

## Translationen
Um 830 oder 832 wurden seine Gebeine durch Bischof Noting von Vercelli nach Hirsau im Schwarzwald überführt, wo er kurz darauf zum Hauptpatron des neu gegründeten Klosters St. Aurelius erhoben wurde. Die Reliquie verblieb dort bis 1488 und wurde dann ins seit 1092 bestehende neue Kloster St. Peter und Paul verlegt.
Nach der Reformation und der damit verbundenen Aufhebung des Klosters 1555 überschrieb Herzog Ulrich von Württemberg die Reliquie 1557 an Graf Wilhelm Werner von Zimmern. Nach dem Aussterben derer von Zimmern erbte Gräfin Sibylle von Hohenzollern-Hechingen 1594 die Überreste des Heiligen und brachte sie in der Hechinger Schlosskapelle unter. 1690 schenkte Fürst Friedrich Wilhelm von Hohenzollern sie dem Kloster Zwiefalten. Von dort erfolgte 1956 die Rückführung nach Hirsau in die kath. Pfarrkirche St. Aurelius, die in den Resten der jahrhundertelang säkularisierten Klosterkirche neu eingerichtet worden war.
Sein Gedenktag ist der 9. November.